# Khong Tayiji
Khong Tayiji (també pronunciat Qong Tayiji; en manxú: Hong Taiji) és un títol dels mongols.
Khong Tayiji deriva del xinès Huangtaizi (皇太子; príncep hereu). Al principi també significava 'príncep hereu' en mongol. Se li va donar originalment només als descendents de Genguis Kan.
En la tradició mongola, un kan fou incapaç de nomenar el successor, en lloc el successor va ser triat en el kurultai després de la mort del kan. Això no obstant, Khublai Khan va trencar aquesta tradició, i va nomenar al seu segon fill Chingem com a príncep hereu. Després que Chingem va morir en el 1284, la posició va ser assumida pel tercer fill de Chingem Temür, en 1293. Amb tot, el príncep hereu no era el successor definitiu, el qual també va ser elegit en un kurultai.
El Khong Tayiji es convertí en representant plenipotenciari, un sots-Kan quan l'Altan Khan dels Tümed tümen va situar el Khong Tayiji com kan assistent.
En la dècada de 1630 el cap dels Dzungars va rebre el títol de Baatur Khong Tayiji per part del Dalai Lama. Des d'aleshores el títol de Khong Tayiji va ser pres pels caps dzungars. A mesura que els dzungars van fer més forts, el títol es va fer més important. També fou un títol entre els oirats.